# Stopplaats Baalder-Radewijk
Baalder - Radewijk, ook bekend als Loozen (geografische afkorting Brw) is een voormalige stopplaats aan de spoorlijn Zwolle - Stadskanaal tussen Hardenberg en Gramsbergen. De stopplaats was, zoals de namen al aangeven, vooral bedoeld voor de buurtschappen Baalder, Radewijk en Loozen. Baalder is sinds 1970 ook een nieuwbouwwijk van Hardenberg.
De stopplaats was geopend van 1 juli 1905 tot 22 mei 1932.
0: Zwolle ·
5: Herfte-Veldhoek ·
8: Marshoek-Emmen ·
12: Dalfsen ·
15: Rechteren ·
19: Vilsteren ·
23: Ommen ·
25: Sterkamp ·
29: Junne ·
31: Beerze ·
34: Mariënberg ·
37: Bergentheim ·
Brucht ·
42: Hardenberg ·
45: Baalder-Radewijk ·
48: Gramsbergen ·
50: De Haandrik ·
55: Coevorden ·
59: Dalen ·
62: Dalerveen ·
66: Nieuw Amsterdam ·
70: Emmen Zuid ·
71: Emmen Bargeres ·
72: Zuidbarge ·
75: Emmen ·
79: Weerdinge ·
82: Valthe ·
87: Exloo ·
93: Buinen ·
95: Drouwen ·
100: Gasselternijveen ·
103: Tweede Dwarsdiep ·
107: Stadskanaal